# Весна Шкаре Ожболт
Весна Шкаре Ожболт (Осијек, 20. јун 1961) је политичарка и правница из Хрватске.

## Образовање и почетак каријере
Основну и средњу школу завршила је у Осијеку. Дипломирала је 1985. године. на Правном факултету у Загребу . Затим се враћа у Осијек; до 1987. године Била је приправница у Жупанијском (тада Окружном) суду у Осијеку. Од 1987. до 1990. годин је радила у стручним службама тадашњег Извршног већа Сабора Републике Хрватске, на позицији саветника за страни протокол .

## 90-те године 20. века
Почетком деведесетих била је ангажована у Министарству спољних послова, где је радила на отварању представништава Хрватске у иностранству ( у Штутгарту и Минхену ). 1991. године Прелази у Кабинет председника Републике, где је била задужена за односе са јавношћу . Од 30. новембра 1995. године била је члан Председничког већа, и уједно је била задужена за преговоре са побуњеним Србима. У периоду од 1995. до 1997. године води процес мирне реинтеграције хрватског Подунавља, обављајући дужност председнице Националног одбора за спровођење програма изградње поверења, убрзаног повратка и нормализације живота на ратом захваћеним подручјима Републике Хрватске, примарно као чланица Државне комисије за успостављање уставно-правног поретка Републике Хрватске на подручју које је тада било под управом Осијечко-Барањске жупаније и Вуковарско-Барског жупана УНТАЕС -а.
Била је саветница председника Републике Хрватске за политичка питања од 14. октобра 1998. до 30. априла 2000 године.

## Каријера после 2000. године до данас
Кабинет председника Републике је напустила 30. априла 2000 , када је (након фебруара 2000. године и избораСтјепана Месића за председника Хрватске),  на лични захтев разрешена дужности саветнице предсједника Републике Хрватске за политичка питања.  Тада је већ била изабрана за заступника у Хрватском сабору (парламенту) на изборима 3. јануара, на листи ХДЗ-а .
2. априла 2000.  заједно са др. Матеом Гранићем и низом других истакнутих чланова ХДЗ-а који више нису видели своје место у тој странци оснива странку Демократски центар (ДЦ).
Од 1. јуна 2000. године била је чланица Већа Хрватске извештаје новинске агенције (ХИНА).  Од 29. новембра 2001. године била је члан Државног већа тужилаца.  Била је и члан Одбора за правосуђе, Одбора за законодавство и Одбора за спољну политику Представничког дома Хрватског државног сабора.
2003. године је по други пут изабрана у Хрватски сабор, од децембра 2003. до фебруара 2006. године (када ју је заменила Ана Ловрин ) била је министарка правосуђа у Влади Републике Хрватске . Након сукоба са премијером Ивом Санадером (ХДЗ) напустила је Владу а од 21. фебруара 2006. године се вратила посланичким дужностима у Хрватском сабору, које су трајале до краја 2007. године.
У периоду од 2006. до 2009. године и од 2010. до 2013. године је била председница Градског већа Града Велике Горице .
Од августа 2008. Професионално се бавила адвокатуром у Загребу.
Од 2014. до 2015. године је била на позицији председника странке Демократски центар. Од фебруара 2014. године је заступник у Хрватском сабору: према коалиционом изборном споразуму између ДЦ-а и ХДЗ-а, прва половина једног саборског мандата освојена у шестој изборној јединици (јужни део Загреба, подручје Сисачко-мославачке жупаније и део Загребачке жупаније између Загреба и Сиска) на хрватским парламентарним изборима 2011. на функцији је била ХДЗ-ова чланица Иванка Роксандић, а након њеног повлачења Весна Шкаре Ожболт је преузела функцију у преосталом делу посланичког мандата.
Одликована је Орденом кнеза Трпимира с овратником и Даницом, Орденом Анте Старчевића, Орденом хрватског тролиста, Спомен-медаљом домовинске захвалности и Спомен-медаљом „Вуковар“ . Српско национално вијеће доделио јој је 2011. године. награду „Светозар Прибичевић”. за допринос мирној реинтеграцији хрватског Подунавља . 
Удата је и мајка је двоје деце.